# Terremoto de Arica de 1868

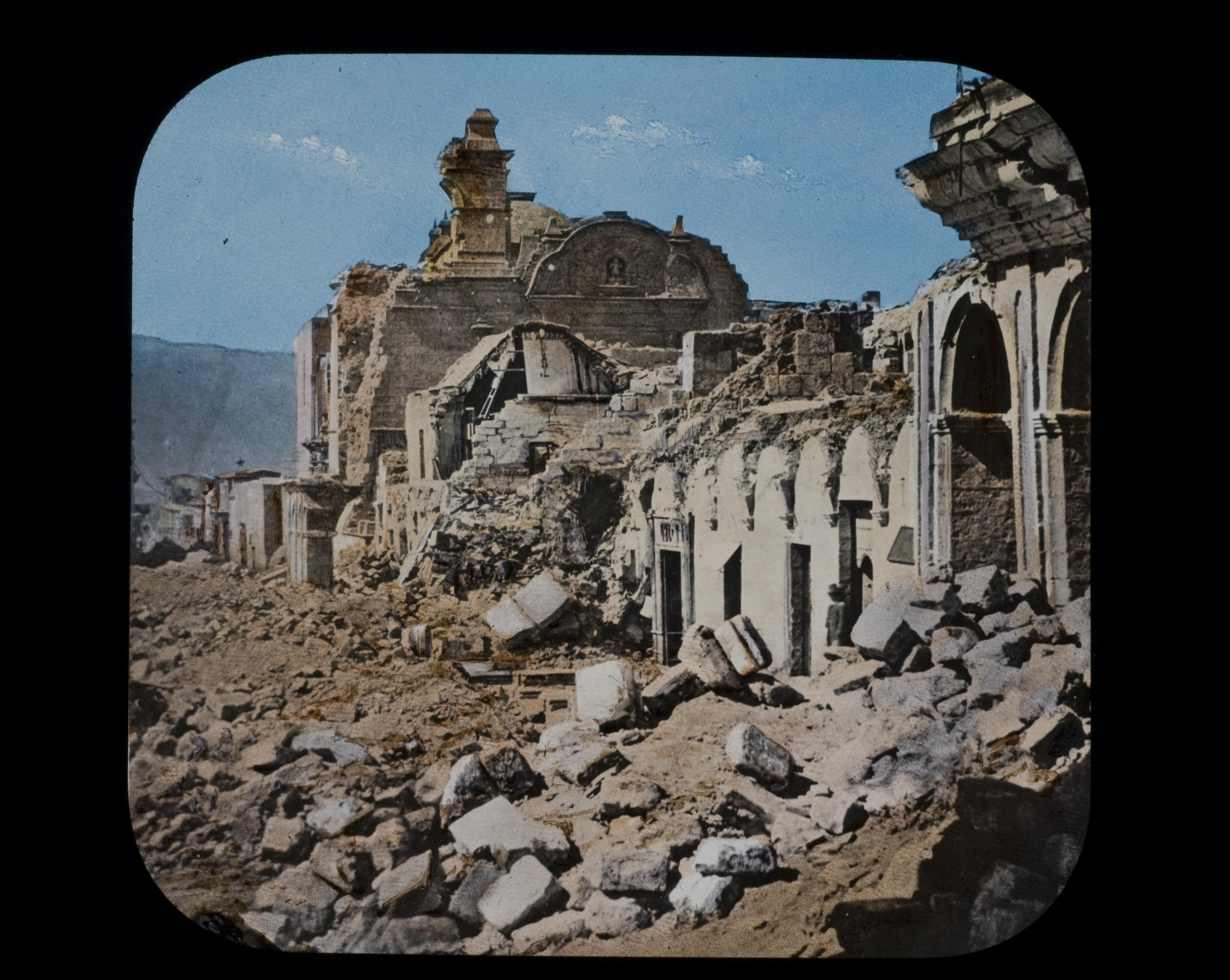
Arequipa después del terremoto

El terremoto de Arica de 1868 fue un sismo registrado cerca de las 16:00 (hora local) del jueves 13 de agosto. Su epicentro se localizó en 18°30′00″S 70°21′00″O / -18.500, -70.350 frente a las costas de Arica —entonces capital de la Provincia de Arica, Departamento de Moquegua (Perú); actual capital de la Región de Arica y Parinacota (Chile)—. Se estima que liberó una energía equivalente a un sismo de 9,0 Mw. El movimiento telúrico afectó gran parte del sur de Perú, especialmente las ciudades de Arequipa, Islay, Moquegua, Tacna, Arica e Iquique —estas dos últimas actualmente en Chile—. El sismo además fue percibido de forma distinta entre Lambayeque (Perú) por el norte y Valdivia (Chile) por el sur, e incluso hasta Cochabamba (Bolivia).
Seguido al movimiento principal, un maremoto arrasó las costas peruanas entre Pisco e Iquique y cruzó el océano Pacífico, llegando incluso a California, las islas Hawái, las Filipinas, Australia, Nueva Zelanda y Japón. El terremoto causó una destrucción casi completa en el sur de Perú, incluyendo Arequipa, Arica, Ilo, Iquique, Mollendo, Moquegua, Tacna y Torata, resultando en un estimado de 25 000 víctimas y muchos naufragios.

## Impacto por localidades

### Arequipa
El terremoto de 1868 fue uno de los más fuertes y destructores que han abatido a la ciudad de Arequipa en toda su historia. En la ciudad, no había edificación que no tuviera grietas o destrozos. Los templos de San Camilo, de la Tercera Orden y de Santo Domingo estaban destruidos totalmente. En las iglesias de San Francisco y La Compañía, los muros averiados resistían bóvedas que amenazaban con desplomarse. Las torres de la catedral quedaron semiderruidas, mientras la sacristía catedralicia sufrió el derrumbe total de su estructura. La bóveda de la iglesia de San Agustín se desplomó íntegramente. En la Plaza Mayor, del Portal del Regocijo se cayó la mitad de la arquería, mientras los portales del Cabildo se hundieron como si hubieran recibido un enorme peso. En el colegio de la Independencia se derribaron los tejados, así como algunas bóvedas del primer piso. El techo de la sala principal del Hospital San Juan de Dios se cayó, sepultando a no menos de cuarenta personas. El sistema de acequias en la campiña y en la ciudad fue derribado o enterrado.
Al siniestro siguieron funestas secuelas: robos y pillajes, desabastecimiento y especulación con los alimentos; muchos campos sembrados terminaron por secarse, dada la inutilización del sistema de acequias de regadío. La población se quedó por algunos días sin agua en las pilas, fuentes y acequias urbanas. Por añadidura, fueron numerosas las réplicas del temblor y el temor a los vaivenes de la naturaleza se fue incrementando. Debido a los numerosos cultos que se hicieron por aquellos días, los sacerdotes anunciaban a la compungida población que las adversidades eran solo "advertencias" de la "ira divina" y "castigos del Señor" por las iniquidades cometidas.
La población se organizó, logrando rescatar de entre los escombros a un centenar y medio de muertos y les dio la acostumbrada sepultura, en conjunto con la peonada chilena encargada de las construcciones de ferrocarriles de Henry Meiggs. Trabajaron en la limpieza de las acequias urbanas y repararon los tramos que se habían derrumbado de las acequias agrícolas con el fin de reconstruir la ciudad.

### Arica

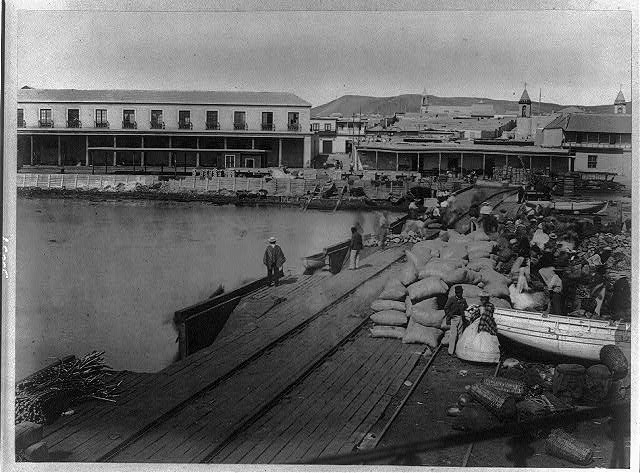
El muelle de Arica en 1868, antes del cataclismo.
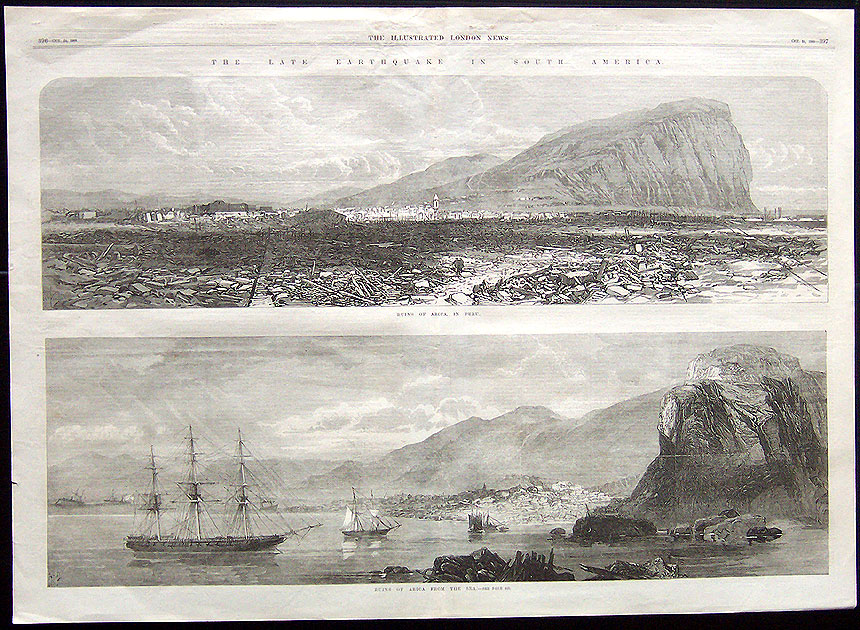
Terremoto en Arica, Perú, 1868 en The Illustrated London News.
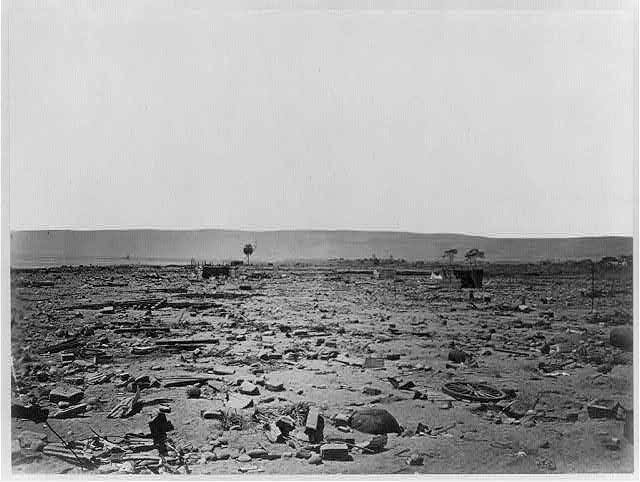
Despojos de Arica después del terremoto.
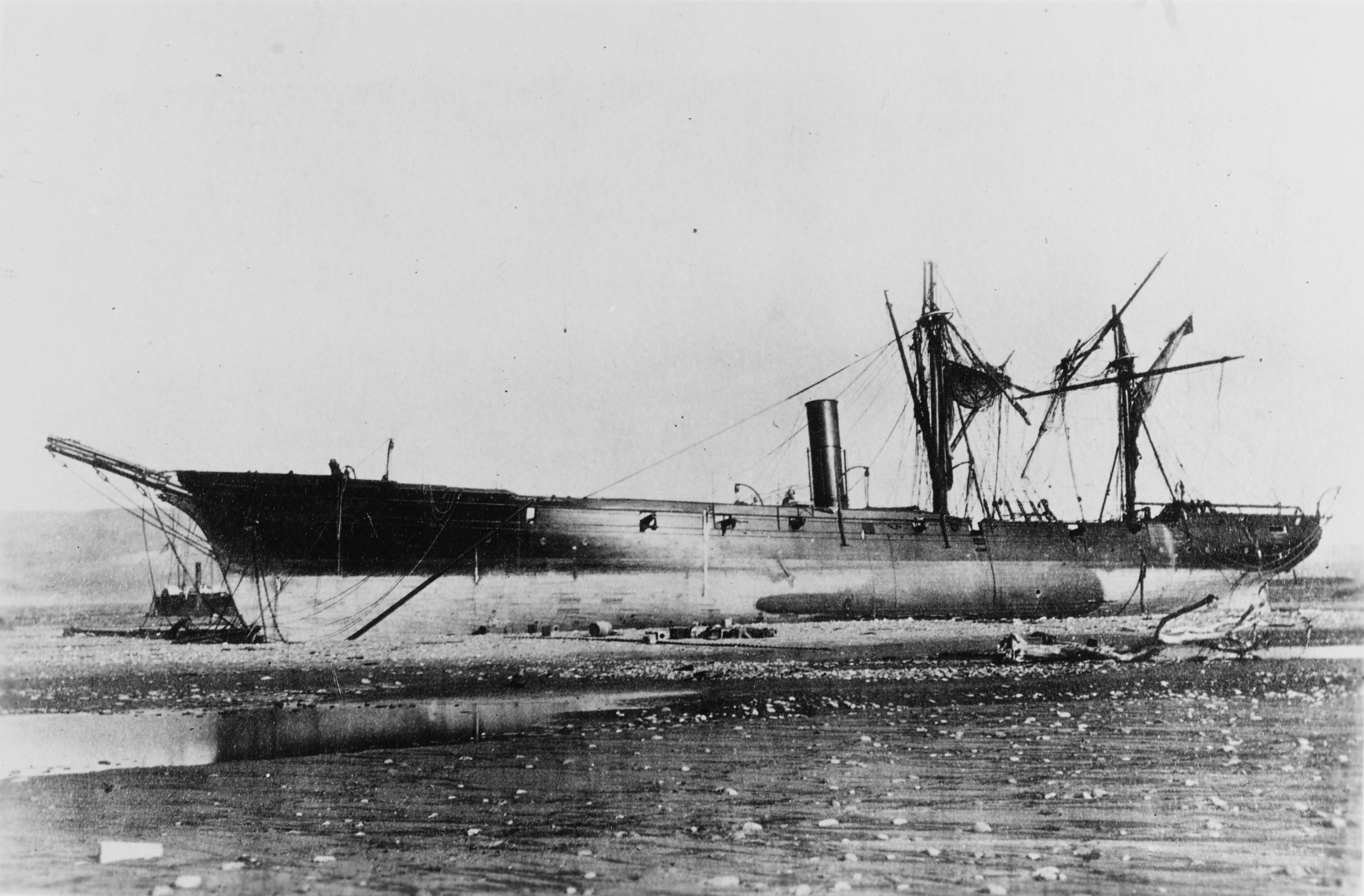
La corbeta BAP América varada.
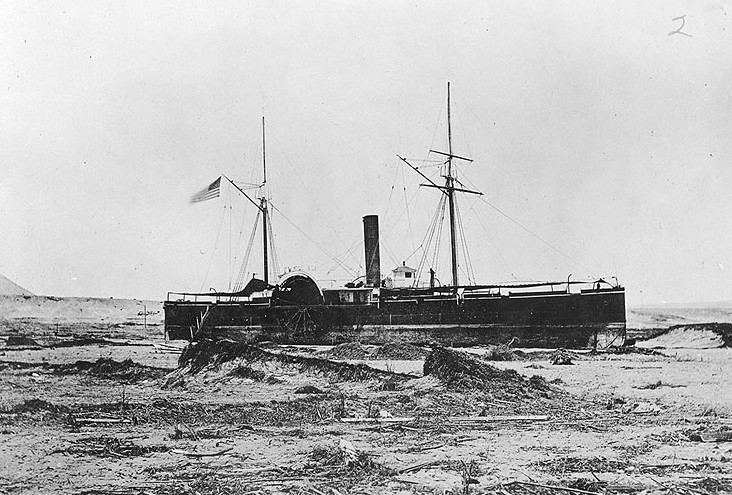
La cañonera USS Wateree tierra adentro después del maremoto.

La ciudad de Arica tenía alrededor de 1500 a 2000 habitantes en la época. Aproximadamente a las 4 de la tarde, un sismo de desplazamiento horizontal y ondulatorio de fuerte intensidad afectó la ciudad y destruyó las construcciones de adobe. Provocó una gran cantidad de muertos y heridos. Los tripulantes de las naves ancladas en el puerto fueron testigos del terremoto y sus oficiales precautoriamente dieron instrucciones de cerrar escotillas y afianzar cuerdas de seguridad. El BAP América levó anclas y se dispuso a zarpar a aguas más profundas. La población sobreviviente se agrupó en los muelles y empezaron a pedir ayuda a los tripulantes para que socorrieran a los atrapados en las ruinas. 
De improviso, la isla del Alacrán (hoy península) que contenía el fortín con dos cañones a la entrada de la rada, se hundió con todos sus emplazamientos y una ola de entre 8 a 15 m pasó por entre los navíos, cortando las amarras del Fredonia y retrocediendo al BAP América. El USS Wateree alcanzó a soltar el ancla, y la misma ola de paso hundió el muelle con las personas que pedían auxilio a las naves amarradas.
Súbitamente, el mar se retiró y dejó apoyados a los navíos sobre sus quillas, en el fondo sin agua del puerto. Los tripulantes contemplaron atónitos el fenómeno al ver que cientos de peces se retorcían en el fondo rocoso del muelle. Quince minutos más tarde, el mar volvió como una marea irresistible que levantó a los barcos, los cuales fueron arrastrados hacia un lado del morro de Arica. Los navíos arrastrados fueron transportados por la marea, y tocaron fondo. Aquellos que tenían quilla redonda empezaron a girar sobre sí mismos. En la ciudad, los escombros y cadáveres eran un solo amasijo, colocados detrás del morro. El mar no afectó a aquellas casas que estaban en el lado trasero del morro, pegadas a la pared de los cerros. Llegada la noche, hubo otro maremoto de menor intensidad que el inicial, así que no se produjeron daños mayores que los ya hechos. La ayuda llegó tres semanas después a Arica, primero desde la ciudad de Tacna, donde el alcalde Nicolás Freyre distribuyó a los damnificados víveres y ropa; después directamente la ayuda provino del gobierno peruano. El gobierno peruano encargó a Nicolás de Piérola, quien era ministro de Hacienda, planificar la reconstrucción de Arica.

### Iquique
En Iquique, el terremoto también fue devastador. Asimismo, un maremoto destruyó los edificios principales del puerto, las máquinas condensadoras de agua, los almacenes de salitre y el muelle.

### Moquegua
Moquegua, 14 de agosto de 1868

Mi señor General Prefecto de este departamento:

Con bastante sentimiento comunico a usted que a las cinco de la tarde de ayer, se sintió un fuerte terremoto que ha destruido la mayor parte de la población; los movimiento de la tierra fueron tan recios y repetidos que no ha habido casa que haya podido resistir sin ser gravemente averida, esto es, la que no sido derribada desde sus cimientos.

Lamentablemente en extremo es señor Prefecto el cuadro que presenta esta ciudad; los templos, hospital y colegio todo queda derribado, incluso el reloj público. Las bodegas de las haciendas han tenido igual suerte y los licores que contenían, han corrido por el campo. Las pérdidas que nos ha ocasionado la catástrofe de que doy parte a usted son de pronto incalculables, y muchos años pasarán sin poder recuperarse; nótanse igualmente en el comercio perjuicios de gran consideración, pues casi todas las tiendas en su desploma han cubierto y destrozado los artículos que contenían.

Respecto a las víctimas que se lamente, no es posible por ahora fijar el número de las que habrían perecido en las casas derribadas, pues no existiendo en la policía una fuerza competente, no se ha podido levantar los escombros, además de que los movimientos de la tierra hasta ahora mismo se repiten amenazándonos mayor ruina, y en lo poco que se han levantado los escombros, se han encontrado cuarenta y tantos cadáveres entre hombres, mujeres y niños, y de temor se halla toda la gente del campo. Con el fin de desenterrar los muertos, levantar escombros y demoler edificios que ofrecen peligro he oficiado al Comandante General Coronel Leyseca, para que me remita de Torata parte del batallón, y por el oficio que de dicho Coronel adjunto a usted, se impondrá de que en aquel pueblo ha ocurrido iguales desgracias. Dígnese pues usted si lo juzga conveniente poner esta comunicación en conocimiento del Supremo Gobierno para que sirva exonerar a esta Provincia del pago de la contribución predial del semestre de San Juan que lo juzgo imposible de realizar, pues hasta la fecha no se ha conseguido su realización.

Dios Guarde a usted.

P.O. Cores

INFORME DEL SUPREMO DE MOQUEGUA

### Tacna
Los poblados de Sama y Locumba fueron totalmente destruidos. En la tierra, aparecieron grietas que malograron las cosechas por expelir agua fangosa. En cambio en Tacna, está registrado el inicio del terremoto a las 5:06 pm. Las réplicas continuaron hasta las 11:00 pm.
El terremoto solo dejó tres víctimas en la provincia, mientras 60 casas fueron derrumbadas a causa del sismo. Tacna era la ciudad más cercana al epicentro, así que la lentitud de los primeros temblores permitieron alertar a la población sobre el sismo.

### Cobija

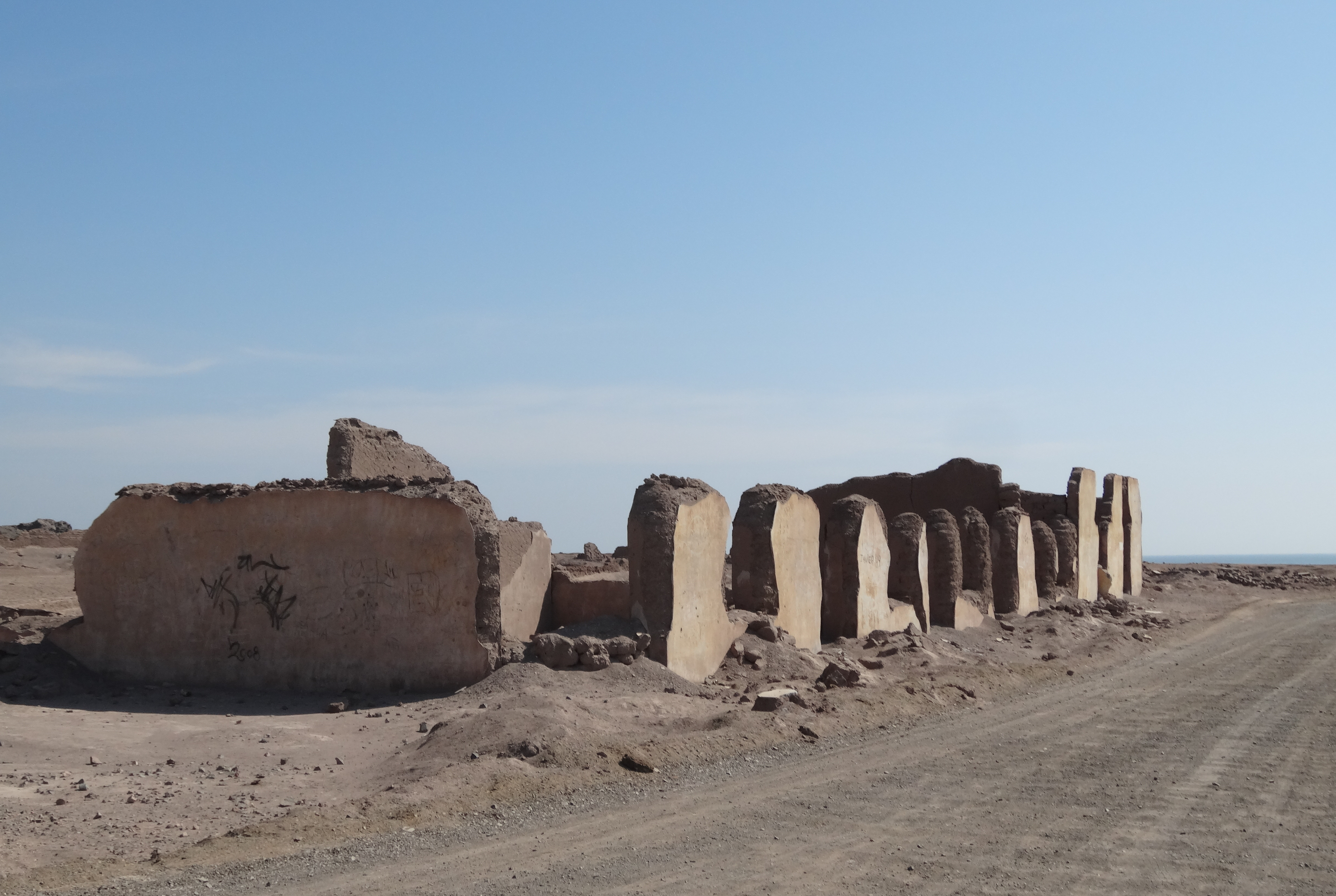
Ruinas del poblado de Cobija aún en pie.

El principal puerto boliviano de la época, Cobija —situado 60 km al sur de Tocopilla—, registró el 50 % de sus construcciones destruidas con una gran pérdida de vidas humanas. Esto fue el inicio del proceso de decadencia del entonces puerto boliviano.